# Othnielia
Othnielia is een geslacht van uitgestorven plantenetende ornithischische dinosauriërs, behorend tot de groep van de Euornithopoda, dat tijdens het Laat-Jura leefde in het gebied van het huidige Noord-Amerika.
In 1875 vond Marshall Parker Felch, een rancher die op zijn land vaak opgravingen verrichtte voor professor Othniel Charles Marsh, een dijbeen in Quarry N° 1 in Garden Park, Colorado, in een laag van de Morrisonformatie die dateert uit het Tithonien. In 1877 benoemde en beschreef Marsh dit specimen, holotype YPM 1915 (later YPM 1875), als een nieuwe soort van Nanosaurus; Nanosaurus rex, waarbij de soortaanduiding 'koning' betekent in het Latijn. Later werden er verschillende vrij complete skeletten aan de soort toegewezen. In 1977 meende Peter Malcolm Galton dat de soort tot een apart geslacht behoorde dat hij vernoemde naar Marsh: Othnielia. In 2007 echter kwam Galton tot de conclusie dat het holotype niet onderscheiden kon worden van verschillende verwante soorten. Daarom splitste hij de veel betere skeletten van de soort af en benoemde die apart als het geslacht Othnielosaurus. Othnielia bleef achter als een nomen dubium, een naam die niet verder kan worden toegekend aan andere vondsten.
In 2018 stelde hij dat Othnielia vermoedelijk een jonger synoniem was van Nanosaurus agilis. 
In 1996 hernoemde Gregory S. Paul Yandusaurus multidens tot een Othnielia multidens. Dit heeft echter geen navolging gevonden en de soort werd later het aparte geslacht Hexinlusaurus.
Het dijbeen moet hebben toebehoord aan een klein tweevoetig basaal lid van de Euornithopoda.